# Thomas Cup 2000/Qualifikation Asien
Die asiatische Qualifikation zum Thomas Cup 2000 fand in Neu-Delhi statt. China, Südkorea und Indien qualifizierten sich für die Endrunde des Cups.

## 1. Runde

### Gruppe A
- Thailand –  Nepal 5:0
- Thailand –  Sri Lanka 5:0
- Thailand –  Mauritius 5:0
- Mauritius –  Nepal 5:0
- Mauritius –  Sri Lanka 3:2
- Sri Lanka –  Nepal 5:0

### Gruppe B
- Singapur –  Australien 3:2
- Singapur –  Iran 5:0
- Australien –  Iran 4:1
- Sambia gemeldet, aber nicht gestartet

## Halbfinalrunde

### Gruppe X
- Volksrepublik China –  Chinesisch Taipeh 5:0
- Volksrepublik China –  Hongkong 5:0
- Volksrepublik China –  Thailand 4:1
- Thailand –  Chinesisch Taipeh 3:2
- Thailand –  Hongkong 3:2
- Hongkong –  Chinesisch Taipeh 3:2

### Gruppe Y
- Südkorea –  Japan 3:2
- Südkorea –  Indien 3:2
- Südkorea –  Singapur 5:0
- Indien –  Japan 4:1
- Indien –  Singapur 5:0
- Japan –  Singapur 5:0

## Halbfinale
- Volksrepublik China –  Indien 3:0
- Südkorea –  Thailand 3:0

## Spiel um Platz 3
- Indien –  Thailand 3:1

## Finale
- Volksrepublik China –  Südkorea 3:0
- Volksrepublik China,  Südkorea und  Indien qualifiziert für die Endrunde